# Anthurium lindmanianum
Anthurium lindmanianum é uma espécie de plantas com flores. Foi descrito pela primeira vez por Adolf Engler. Anthurium lindmanianum pertence ao gênero Anthurium, e está relacionado com Araceae.
Este tipo de planta pode ser encontrado em:
- norte e centro-oeste do Brasil

Não há tipos listados como este.